# Taiwankitta
De taiwankitta (Urocissa caerulea) is een zangvogel uit de familie Corvidae (kraaien).

## Verspreiding en leefgebied
Deze soort is endemisch in Taiwan.

## Status
De grootte van de populatie is niet gekwantificeerd maar de soort wordt omschreven als vrij algemeen. Op de Rode lijst van de IUCN heeft deze soort de status niet bedreigd.